# Goeldia patellaris
Goeldia patellaris är en spindelart som först beskrevs av Simon 1892.  Goeldia patellaris ingår i släktet Goeldia och familjen stenspindlar. Inga underarter finns listade i Catalogue of Life.